# Gib dem Affen Zucker
Gib dem Affen Zucker (Originaltitel: Innamorato pazzo) ist eine italienische Filmkomödie aus dem Jahre 1981 mit Adriano Celentano und Ornella Muti in den Hauptrollen. In den Kinos des deutschsprachigen Raumes war sie erstmals am 19. Mai 1982 zu sehen.

## Handlung
Der römische Busfahrer Barnaba ist wegen seiner schrulligen und unterhaltsam fröhlichen Art bei den Fahrgästen beliebt. Während einer Arbeitspause Barnabas unweit einer Botschaft steigt die schöne junge Cristina, eine Prinzessin, die gerade mit ihren Eltern auf Staatsbesuch in Rom ist, in Barnabas Bus und bittet ihn um eine Stadtrundfahrt. Er verliebt sich sofort in sie, bietet ihr eine sehr ungewöhnliche Rundfahrt, schießt ihr an einer Schießbude einen Stoffaffen und lädt sie abends zum Essen ein. Während des Besuchs und danach eröffnet er ihr, dass er sie heiraten möchte. Cristina ist zögerlich, interessiert sich aber für ihn. Während des Essens steigt ihr der Wein so zu Kopf, dass sie bei Barnaba übernachtet. Er bietet ihr sein Bett an und schläft selbst in einer Kommode. Die von Cristinas Vater beauftragten Leibwächter bringen sie am nächsten Morgen zum Palast zurück.
Barnaba ist traurig und beauftragt seine Busfahrerkollegen, nach Cristina Ausschau zu halten. Als Barnaba abends die TV-Nachrichten schaut, sieht er, dass Cristina die Tochter von Fürst Gustavo ist, der einen Zwergstaat namens Saint Tulipe regiert. Er macht sich auf, um ihren Vater zu besuchen, und bittet ihn um ihre Hand, wird dort aber abgewiesen und ihm wird unterstellt, dass er einen Erpressungsversuch mit Fotos im Sinn haben könnte. Gustavo behauptet, Barnaba sei für seine Tochter ungeeignet und diese habe 10 Bewerber an jedem Finger. Gustavo ist in Geldnöten und sucht für sie in Rom einen reichen Bräutigam.
Barnaba singt vor Christinas Schlafzimmerfenster ein Ständchen („Largo al factotum“ aus dem Barbier von Sevilla), begleitet von musizierenden Busfahrer-Kollegen. Cristina hat der Tag mit Barnaba sehr gefallen, und sie hat sich auch in ihn verliebt. Nach einigen Hindernissen lädt sie ihn am nächsten Tag zu einem Staatsbankett ein, wo er durch seine unkonventionelle Art und infolge von lustigen Missverständnissen überzeugt und durch Anekdoten aus dem Busfahrerleben alle Sympathien gewinnt. Euphorisch macht er ihr einen Heiratsantrag. Cristina lehnt zunächst ab, bleibt ihm aber gewogen. Ihr Vater erhofft und plant weiterhin eine Verheiratung mit einem reichen Mann.
Auf dem Weg zu einer Tanzveranstaltung wird Cristina von Barnaba aufgegriffen. Er bringt sie in seine Wohnung und möchte sie von sich überzeugen. Cristina wähnt sich als Opfer einer Entführung, möchte zunächst wieder zurückgebracht werden, spricht dann aber mit ihm. Um gehen zu dürfen, bietet sie einen Kuss an und erliegt dann seinem Charme. Er öffnet ihr die Tür; sie aber bleibt bei ihm und schlägt ihm vor, in einer kleinen Kirche zu heiraten, um Fakten zu schaffen und um einer Heirat mit einem Fremden zu entgehen. Dann werden die beiden von den Leibwächtern aufgespürt und getrennt.
Am nächsten Tag bittet Barnaba im Fernsehen und in Zeitungen die Bevölkerung Roms um Spenden. Dabei kommen die 50 Milliarden Lire zusammen, die der Fürst benötigt; er willigt in die Heirat ein.

## Weiteres
- Die Handlung ist eine Parodie auf Ein Herz und eine Krone, in der eine junge Prinzessin vor dem Protokoll flieht, in Rom Zeit verbringt und sich in einen gewöhnlichen Menschen verliebt.
- Nach dem Erfolg des Films (er spielte allein in Italien 2,5 Milliarden Lire ein[2]) wurde Celentanos nächster Film  Grand Hotel Excelsior (1982) in Deutschland mit Wer hat dem Affen den Zucker geklaut? vermarktet.
- Der Film wurde in Como und Rom gedreht.[3] Die Botschaft von Saint Tulipe ist in Wirklichkeit die am Comer See gelegene Villa Olmo. Die Schlussszene, in der die Römer Geld über das Liebespaar regnen lassen, wurde in der Via Volta mit deren Comer Bewohnern gedreht.[4] Der Strand befindet sich tatsächlich unweit von Rom, nämlich in Ostia und trägt den deutschen Namen „Kursaal“.[5]
- Musik: Adriano Celentano – Crazy Movie (Label: Clan Celentano – CLN 10371)
- In einer Szene des Films interpretiert Celentano die Auftritts-Arie des Figaro Largo al faktotum aus Gioachino Rossinis Oper Il barbiere di seviglia (Der Barbier von Sevilla) in einer Um-Textierung als Cotto Cottissimo.[6]
- Die Fürstenfamilie hat Ähnlichkeiten mit der damaligen Fürstenfamilie von Monaco (Fürst Rainier, Grace Kelly und Prinzessin Caroline). Das Fürstentum St. Tulipe verdient sein Geld mit einem Spielcasino und ist „so klein, dass man es auf Landkarten mit einer Lupe suchen muss“.

## Kritik
Als einen „der großen Comedy-Klassiker der Kultstars Adriano Celentano und Ornella Muti“ bezeichnete Filme.de 2009 den seit Jahrzehnten erfolgreichen Film.
Für nicht gelungen hielt ihn zur Entstehungszeit dagegen das katholische Lexikon des Internationalen Films und meinte, er sei eine „harmlose Komödienunterhaltung, deren Absicht, ein modernes Märchen für ein naives jugendliches Publikum zu erzählen, an der dilettantischen, einfallslosen Inszenierung scheitert.“
Die italienische Kritik hingegen lobte damals das Zusammenspiel zwischen der mit purer Schönheit glänzenden Muti und den mimischen Begabungen Celentanos, sah aber vor allem neben der romantischen Thematik von Ein Herz und eine Krone, dem verschrobenen Charakter aus Willkommen Mr. Chance und dem Humor à la Achille Campanile wenig Eigenständiges.
Gib dem Affen Zucker war ein Jahr nach dem großen Kinoerfolg von Der gezähmte Widerspenstige (1980) eine weitere amüsante Liebeskomödie mit dem italienischen Leinwand-Traumpaar der 1980er Jahre: Adriano Celentano und Ornella Muti. Nonchalant, mit viel Humor und einer guten Prise Slapstick thematisiert Celentano auch in diesem Film das einfache Leben, die Liebe und die Leichtigkeit.

## Deutsche Fassung
Besetzung laut deutscher Synchronkartei
| Rolle                  | Darsteller        | Synchronsprecher    |
| ---------------------- | ----------------- | ------------------- |
| Barnaba Cecchini       | Adriano Celentano | Michael Brennicke   |
| Prinzessin Cristina    | Ornella Muti      | Eva Kinsky          |
| König Gustavo IV       | Adolfo Celi       | Herbert Weicker     |
| Königin Bettina        | Milla Sannoner    | Marianne Wischmann  |
| Konsul                 | Enzo Garinei      | Eberhard Mondry     |
| Offizier               | Dino Cassio       |                     |
| Teppichhändler         | Tiberio Murgia    |                     |
| Bürgermeister          | Corrado Olmi      |                     |
| Kellner                | Gerry Bruno       | Ivar Combrinck      |
| Oberkellner            | Franco Diogene    |                     |
| Coremann               | Luigi Castejon    | Tonio von der Meden |
| Haushälterin Iris      | Alma Valli        | Astrid Boner        |
| Pförtner Forum Romanum | Fulvio Mingozzi   | Norbert Gastell     |
| Russischer General     |                   | Harry Kalenberg     |
| Tankwart               | Jimmy il Fenomeno | Michael Gahr        |
| Wahrsagerin            | Silvia Ferluga    | Monika John         |